# Franček Gorazd Tiršek
Franček Gorazd Tiršek (28 de marzo de 1975) es un deportista esloveno que compite en tiro adaptado. Ganó cinco medallas en los Juegos Paralímpicos de Verano entre los años 2012 y 2024.

## Palmarés internacional
| Juegos Paralímpicos | Juegos Paralímpicos     | Juegos Paralímpicos | Juegos Paralímpicos                              |
| Año                 | Lugar                   | Medalla             | Prueba                                           |
| ------------------- | ----------------------- | ------------------- | ------------------------------------------------ |
| 2012                | Londres (Reino Unido)   | Medalla de plata    | Rifle de aire de pie 10 m SH2 mixto              |
| 2016                | Río de Janeiro (Brasil) | Medalla de plata    | Rifle de aire de pie 10 m SH2 mixto              |
| 2020                | Tokio (Japón)           | Medalla de plata    | Rifle de aire de pie 10 m SH2 mixto              |
| 2020                | Tokio (Japón)           | Medalla de bronce   | Rifle de aire en posición tendida 10 m SH2 mixto |
| 2024                | París (Francia)         | Medalla de oro      | Rifle de aire de pie 10 m SH2 mixto              |